# 칼빈주의 강연
아브라함 카이퍼 박사는 1898년 프린스턴 대학교에서 강연을 하였다. 그는 삶의 체계 혹은 세계관으로서의 칼빈주의를 주장한 최초의 인물이다. 아래의 내용은 칼빈주의 강연이라는 책을 요약한 것이다

## 삶의 체계로서칼빈주의
'1789년의 볼테르의 미친 외침은 바로 그리스도를 겨냥한 것이었다.; (18쪽) '우리에게는 하나님이 더 이상 필요없다'
카이퍼 - 기독교는 크고 심각한 위협 때문에 위태롭게 되었다.  
칼빈주의자에 대한 오해:  칼빈주의자는 오직 예정교리를 노골적으로 지지하는 자로 표현된다.  
정치적 의미에서 칼빈주의는 입헌주의적 정치로 국민의 자유를 보장했던 정치적 운동을 가리킨다.  
칼빈주의가 스위스와 네덜란드와 영국을 해방시켰고 필그림 파더즈를 통해서 미국의 번영에 추진력을 제공했다고 인정한다.  
칼빈주의는 기독교 이념을 로마교나 루터교보다 훨씬 순수하고 정확하게 구현한다.

## 칼빈주의와 종교
종교 자체를 숙고해야 할 필요성(57쪽)
1. 종교는 하나님을 위하여 존재하는가?  아니면 사람을 위하여 존재하는가?  답변: 하나님을 위하여 존재한다.
2. 종교는 직접적 적용인가? 매개적 적용인가? 답변: 직접적 적용이다.
3. 종교는 우리의 개인에게 적용하는가? 전체적으로 적용하는가? 답변: 우리의 전체 실존을 장악해야 한다.
4. 종교는 정상적인 특성을 가지는가? 비정상적인 즉 구원론적 특성을 가지는가? 답변: 구원론적이어야 한다.

## 칼빈주의와 정치
사람이 사람을 다스릴 권리는 없다.(101쪽) 칼빈은 공화정을 선호했으며 군주제를 결코 좋아하지 않았다. (103쪽)

## 칼빈주의와 학문
1. 칼빈주의는 학문에 대한 사랑을 촉진했다.
2. 칼빈주의가 학문에게 그 영역을 회복시켜 주었다.
3. 칼빈주의가 학문을 자연스럽지 못한 속박에서 건져 주었다.
4. 칼빈주의가 피할 수 없는 학문적 갈등에 대한 해결책을 찾고 발견한 방식에 관한 것이다.

## 칼빈주의와 예술
우리의 오락과 향유를 위하여 베푸신 하나님의 탁월한 호의 가운데 예술은 칼빈의 마음에서 가장 높은 자리를 차지한다.

## 칼빈주의와 미래
1. 칼빈주의는 현재 존재하는 곳에서 더 이상 무시되어서는 안 되고 그 역사적 영향력이 여전히 나타나는 곳에서 강해져야 한다.
2. 카이퍼는 우리가 칼빈주의 원리에 대한 역사적 연구를 위하여 싸운다고 말한다.
3. 우리의 현대적 의식의 필요에 열거하는 칼빈주의 원리의 발전과 삶의 모든 부분에 대한 적용이다.
4. 종교개혁의 신앙을 고백한다고 주장하는 교회들이 이 고백을 부끄러워하기를 그쳐야 한다는 것이다.